# Shivraj Patil
Shivraj Patil (Marathi i hindi: शिवराज पाटील; ur. 12 października 1935) – indyjski polityk, minister spraw wewnętrznych od maja 2004 do listopada 2008, członek Indyjskiego Kongresu Narodowego.

## Życiorys
Patil ukończył nauki polityczne na Uniwersytecie Osmania w Hajdarabadzie oraz prawo na Uniwersytecie w Bombaju. 
Po raz pierwszy wszedł w skład rządu Indiry Gandhi, w którym w latach 1980-1982 był ministrem obrony. Następnie od 1982 do 1983 zajmował stanowisko ministra handlu, a w latach 1983-1984 ministra nauki i technologii. W rządzie Rajiva Gandhi, w latach 1984-1989 sprawował urząd ministra lotnictwa cywilnego i turystyki. 
W latach 1991-1996 Patil był przewodniczącym Lok Sabhy, niższej izby indyjskiego parlamentu. W 1995 ustanowił Nagrodę Wybitnego Parlamentarzysty, która od tego czasu przyznawana jest co roku. 29 maja 2004 został mianowany ministrem spraw wewnętrznych w rządzie premiera Manmohana Singha. 30 listopada 2008 podał się do dymisji. Miała ona związek z zamachami terrorystycznymi w Bombaju. 
Patil zajmował również szereg wysokich stanowisk w strukturach partii odkąd przewodnictwo w Indyjskim Kongresie Narodowym objęła Sonia Gandhi. Jego kandydatura była brana pod uwagę jako jedna z najważniejszych w wyborze prezydenta w lipcu 2007.